# Andreas Samuel
Andreas Samuel (polnisch Andrzej Samuel; † vor 22. Juni 1549 in Marienwerder, Herzogtum Preußen) war ein polnischer Dominikanermönch in Posen und späterer lutherischer Theologe in Preußen.

## Leben
Seine Herkunft ist unbekannt. Andreas Samuel war als Dominikanermönch seit 1520 Priester im Dom zu Posen. 1535 musste er die Stadt wegen lutherischer Predigten verlassen. Nach Studienaufenthalten an nicht bekannten Orten kehrte er zurück, wurde jedoch 1541 wegen Häresie zum Tod verurteilt. 
Andreas Samuel floh in das Herzogtum Preußen. Von dort begab er sich nach Wittenberg und anschließend zum Studium nach Leipzig, wo er noch in jenem Jahr zum Lizentiaten wurde. 1543 erlangte er den Doktorgrad und heiratete.
Seit 1544 war Samuel Pfarrer und Superintendent in Gilgenburg (polnisch Dąbrówno) im Herzogtum Preußen. Dort stieß er wegen seiner strengen Haltung auf heftige Kritik. So exkommunizierte er mehrere Gemeindeglieder wegen kleiner Vergehen wie einer verspäteten Taufe eines Neugeborenen.
1547 vermittelte Bischof Speratus ihm auf Bitten von Herzog Albrecht eine neue Stelle im masurischen Passenheim (polnisch Pasym), wo es zu den gleichen Klagen kam.
1549 ging Andreas Samuel nach Marienwerder (polnisch Kwidzyn), wo er bald darauf verstarb.

## Schriften
- Quaestio subscripta cum conclusionibus sibi adnexis, Leipzig 1542. Handschrift befand sich im  Herzoglichen Briefarchiv in Königsberg/Pr.
- Dziełka teologiczne, najwcześniejsze luterskie polskie, Druck in Wittenberg (?), kein Exemplar erhalten